# تابش جسم سیاه

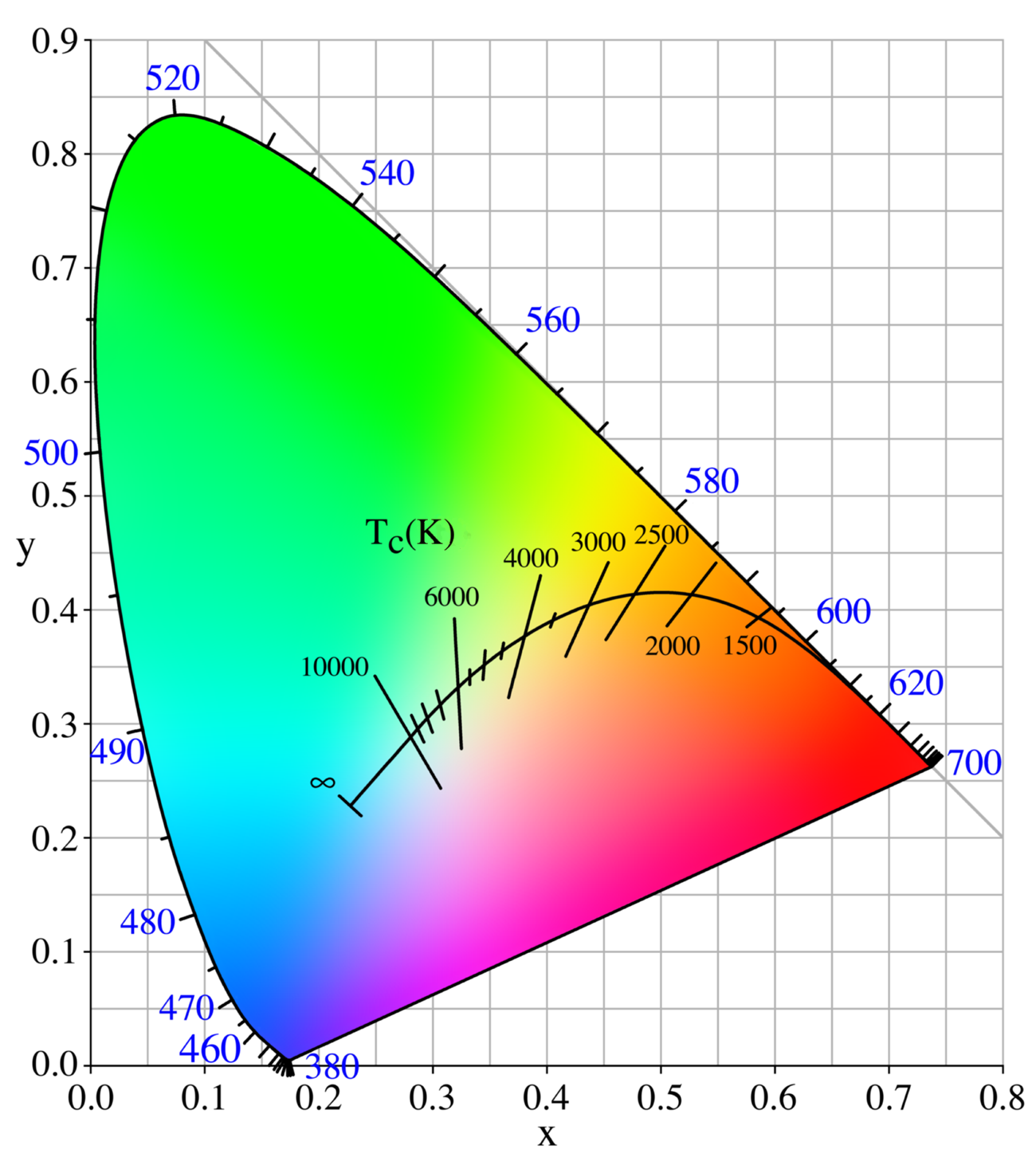
رنگ (یا فام‌داری) تابش یک جسم سیاه به معکوس دمای آن جسم سیاه بستگی دارد که مکان‌های هندسی چنین رنگ‌هایی در فضای رنگی موج‌ها در طیف مرئی نشان داده شده، و به مکان هندسی پلانکی شناخته می‌شود.

با کاهش دمای جسم سیاه، شدت آن نیز کاهش می‌یابد و اوج آن؛ به طرف طول موج‌های بلندتری شدن، حرکت می‌کند. برای مقایسه، قانون رایلی-جنس و فاجعه فرابنفش آن، نشان‌داده شده‌است.

تابش جسم سیاه (به انگلیسی: Black-body radiation) یک تابش الکترومغناطیسی حرارتی در جسم یا اطراف آن در حالت تعادل ترمودینامیکی با محیط آن است که توسط یک جسم سیاه (یک بدنه مات و غیر منعکس کنندهٔ ایده‌آل) منتشر می‌شود. این تابش، طیف تابشی ویژهٔ خود را در طول موج ({\displaystyle \lambda }) دارد، که به‌طور معکوس با شدت آن وابسته است که آن هم تنها به دمای جسم بستگی دارد. در تئوری و نظریه‌ها به خاطر ساده و یک‌نواخت نگهداشتن محاسبه‌ها دما یکنواخت و ثابت فرض شده‌است.
تابش حرارتی که به‌طور خودبه‌خود توسط بسیاری از اشیاء معمولی ساطع می‌شود، می‌تواند به عنوان تابش جسم سیاه تقریبی شود. محفظه‌ای کاملاً عایق که در داخل تعادل حرارتی قرار دارد، حاوی اشعه بدن سیاه است و از طریق سوراخی که در دیواره آن ساخته شده‌است، آن را منتشر می‌کند، به شرط اینکه سوراخ به اندازه کافی کوچک باشد تا تأثیر ناچیزی بر تعادل داشته‌باشد.
جسم سیاه از این جهت در دمای اتاق سیاه به نظر می‌رسد، که بیشترین انرژی تابشی که از آن منتشر می‌شود در طیف فروسرخ قرار دارد و برای چشم انسان دیدنی نیست. از آنجا که چشم انسان نمی‌تواند امواج نوری زیر فرکانس قابل مشاهده را حس کند، جسم سیاه را در تاریکی با کمترین درجه حرارت، با زحمت مشاهده می‌کند و به‌طور ذهنی به نظر می‌رسد که خاکستری باشد؛ حتی اگر در واقع اوج طیف جسم مورد نظر در محدودهٔ فروسرخ باشد. این جسم وقتی کمی داغ‌تر شود، به رنگ قرمز کم‌رنگ به نظر می‌رسد. با افزایش بیشتر دمای جسم، رنگ آن به رنگ زرد، سفید و در نهایت آبی-سفید دیده می‌شود.
هرچند که سیاره‌ها و ستارگان، نه با محیط اطراف خود در حالت تعادل ترمودینامیکی هستند و نه کاملاً جسم‌هایی مات و غیر بازتاب دهندهٔ ایده‌آل هستند، اما همان اندازه‌گیری تابشی جسم سیاه به عنوان نخستین تقریب انرژی تابشی آن‌ها استفاده می‌شود. سیاه‌چاله‌ها بدن‌های تقریباً بی‌نقص هستند؛ به این معنا که تمام تابش‌های را که به آن‌ها می‌رسد، جذب می‌کنند. پیشنهاد شده که آن‌ها از خود تابش جسم سیاهی (به نام تابش هاوکینگ) منتشر می‌کنند، با دمایی که به جرم سیاهچاله بستگی دارد.
اصطلاح جسم سیاه توسط گوستاو کیرشهف در سال ۱۸۶۰ معرفی شد. به تابش جسم سیاه؛ «تابش حرارتی»، «تابش حفره»، «تابش کامل» یا «تابش دما» نیز گفته می‌شود.